# James Newman (acteur)
James Milo Newman (22 januari 1992) is een Amerikaanse acteur bekend van MTV-serie Skins USA (de Amerikaanse versie van Skins), waarin hij de rol vertolkt van Tony Snyder.
Hij werd geboren in Greenwich Village (een wijk in New York), als de zoon van actrice Antonia Beresford Dauphin en producer Peter Ross Newman, zijn grootvader is de Franse acteur Claude Dauphin. Voor hij ging acteren wilde Newman bokser worden. 